# Carl Ferdinand Stelzner
Carl Ferdinand Stelzner, né le 30 décembre 1805 dans le village de Gömnitz qui fait partie de la commune de Süsel en Schleswig-Holstein et mort le 23 octobre 1894 à Hambourg, est un peintre portraitiste et un photographe daguerréotypiste allemand, pionnier de la photographie, actif à Hambourg.

## Biographie
Carl Ferdinand Rheinberger est le fils illégitime de Dorothea Louise Rheinberger et de Georg Wilhelm Limbach ; il est adopté par le peintre portraitiste Carl Gottlieb Stelzner qui lui donne son nom. Il grandit à Flensbourg et se forme au métier de peintre auprès de son père adoptif. En 1825, il voyage à travers le Schleswig-Holstein et peint des portraits de paysans et de nobles, puis se rend à Hambourg, à Paris de 1831 à 1834, puis à Stockholm. Lors de son séjour à Paris, il se forme à la peinture en miniature auprès de Jean-Baptiste Isabey et de Claude-Marie Dubufe. À son retour en Allemagne, il épouse en 1834 sa sœur adoptive, la peintre de miniatures Anna Caroline Stelzner (de). En 1837, il s'installe à Hambourg et devient citoyen de la ville en 1840.
Stelzner est l'un des premiers artistes allemands à discerner une nouvelle façon de gagner de l'argent dans l'invention du daguerréotype en 1839, avec la divulgation du brevet ; il se rend à Paris pour se familiariser avec ce nouveau style du portrait.
Stelzner s'associe avec Hermann Biow, qui avait pris en mai 1842 des daguerréotypes de l'incendie de Hambourg. Ils ouvrent en septembre 1842 un atelier de daguerréotypes au 32 de la Caffamacherreihe à Hambourg ; leur assocation prend fin en mars 1843.
Le 6 mai 1843, Stelzner réalise une photographie du collectif d'artistes hambourgeois, Hamburger Künstlerverein von 1832, considérée comme la première photographie de groupe en plein air de l'histoire de la photographie. Stelzner ouvre un studio en 1843 au 11 Jungfernstieg.
En août 1843, il voyage en Norvège et séjourne à Oslo, réalise des portraits au daguerréotype, notamment un portrait de groupe au manoir d’Oslo Ladegård (no), conservé à la Bibliothèque nationale de Norvège à Oslo.
Il divorce en 1848 et se remarie en 1849 avec Anna Henriette Reiners ; quatre enfants naissent de cette union. Alfred Stelzner né en 1852, sera un luthier et compositeur actif à Dresde.
Stelzner perd progressivement la vue en raison des manipulations avec l'iode et la vapeur de mercure ; vers 1854, il cesse son activité et recherche un gérant. Ce sera successivement Carl Siemsen, cité en septembre 1858 comme « Herr Carl Siemsen, früher Geschäftsführer in Stelzner's Atelier » dans un article des Hamburger Nachrichten (de), puis le photographe Carl Heinrich Oscar Fielitz (de) du 15 mai 1858 jusqu'en avril 1859, peu de temps avant la mort de Fielitz le 28 mai 1859, puis de nouveau Siemsen et enfin à partir du 7 mai 1860 le photographe Georg Jacob Gattineau qui obtient l'autorisation de séjourner à Hambourg en tant que gérant de l'atelier Stelzner ; Gattineau quitte Hambourg fin 1861 et s'installe à Würzbourg. En 1862, le photographe H. Romberg affiche l'adresse du Jungfernstieg 11 : il est probable que Stelzner a cessé de chercher un gérant  et a vendu son atelier
Carl Stelzner meurt à Hambourg le 23 octobre 1894 à Hambourg ; il est enterré au cimetière d'Ohlsdorf.

## Galerie

### Photographies de sa famille

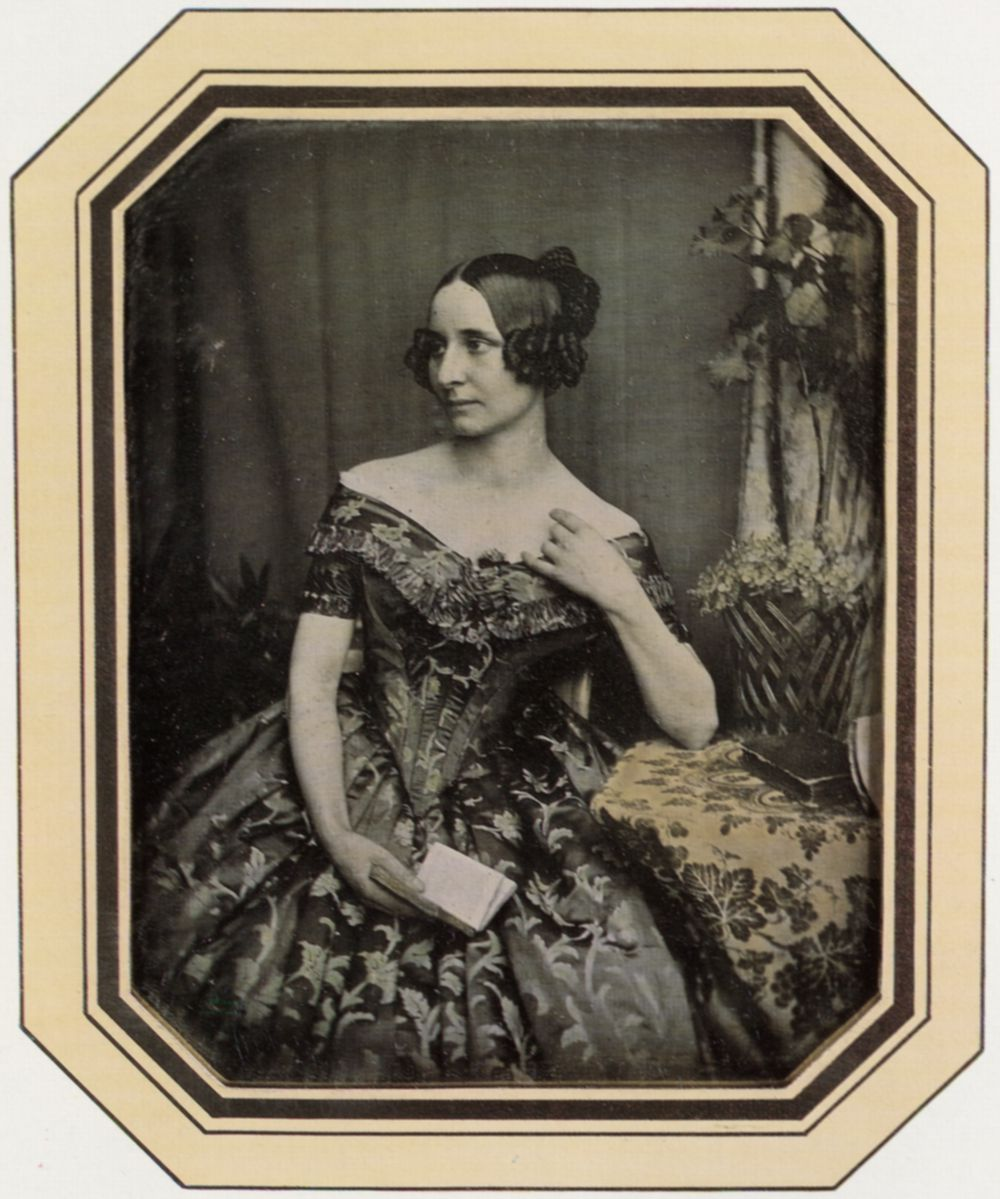
Caroline Stelzner, la première épouse de Stelzner, 1843.
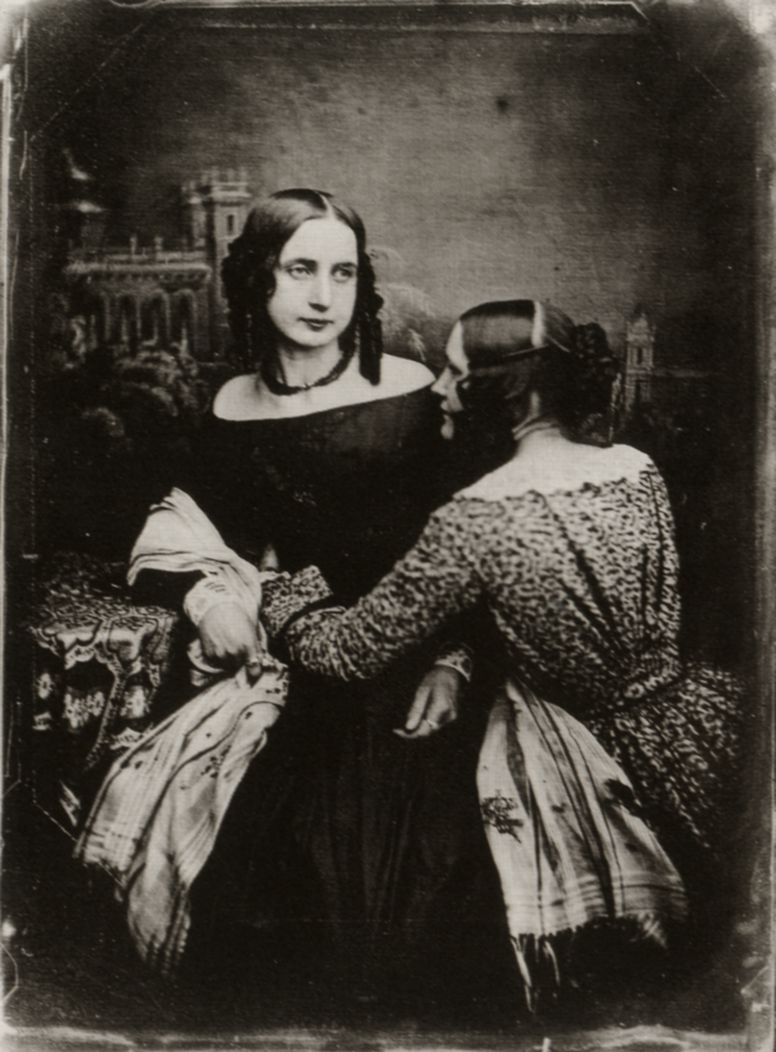
Anna Henriette Reiners, la seconde épouse de Stelzner, avec une amie, vers 1849.
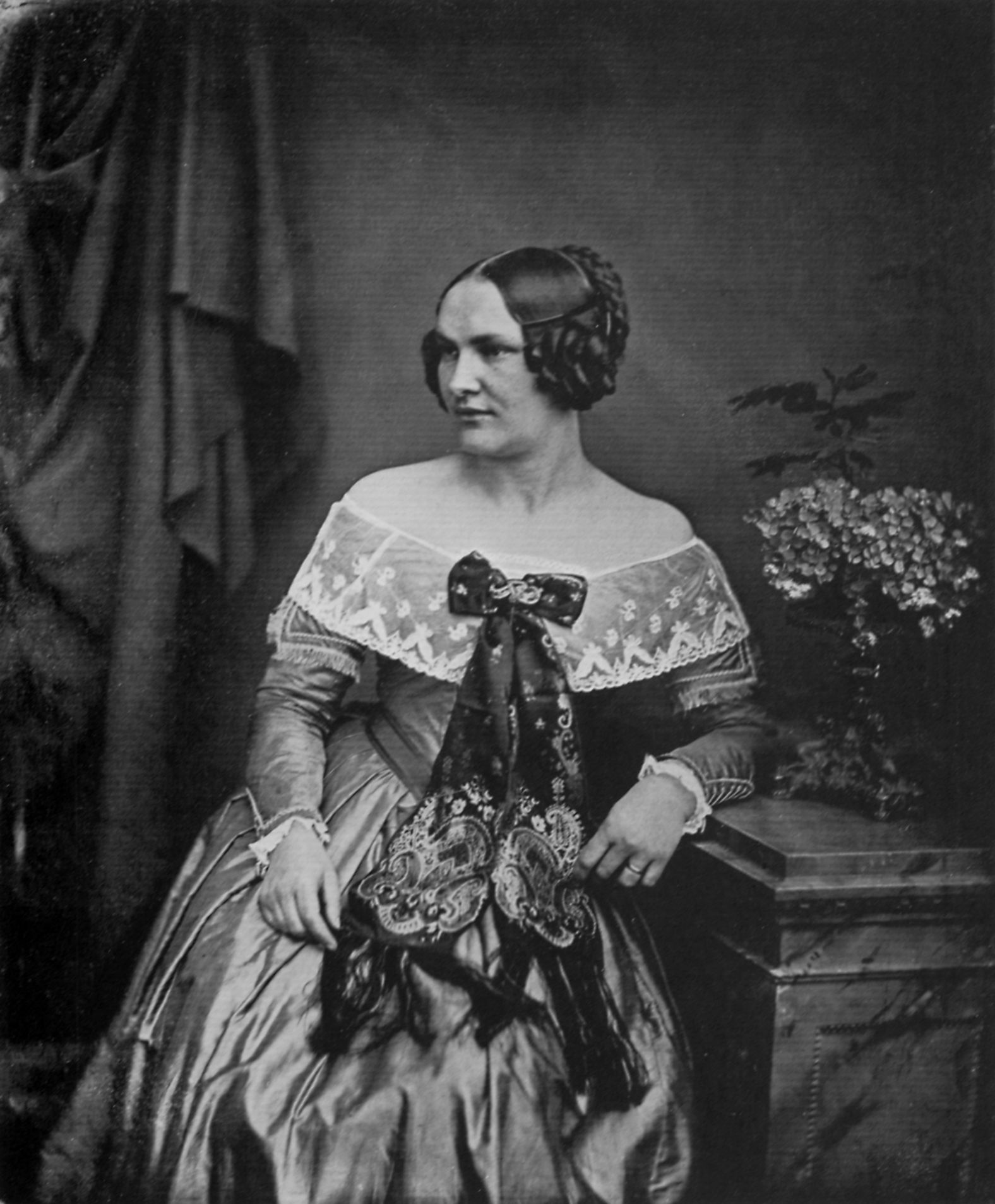
Anna Henriette Reiners, vers 1856.
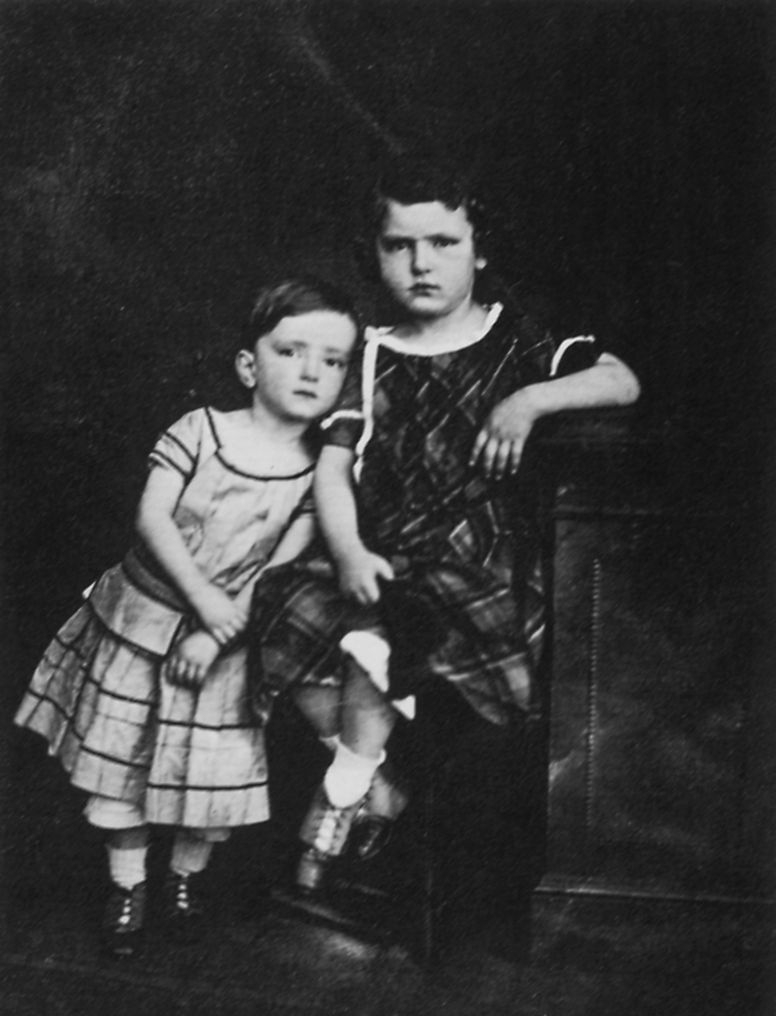
Alfred et Bruno, deux des enfants de Stelzner, vers 1856.

### Portraits

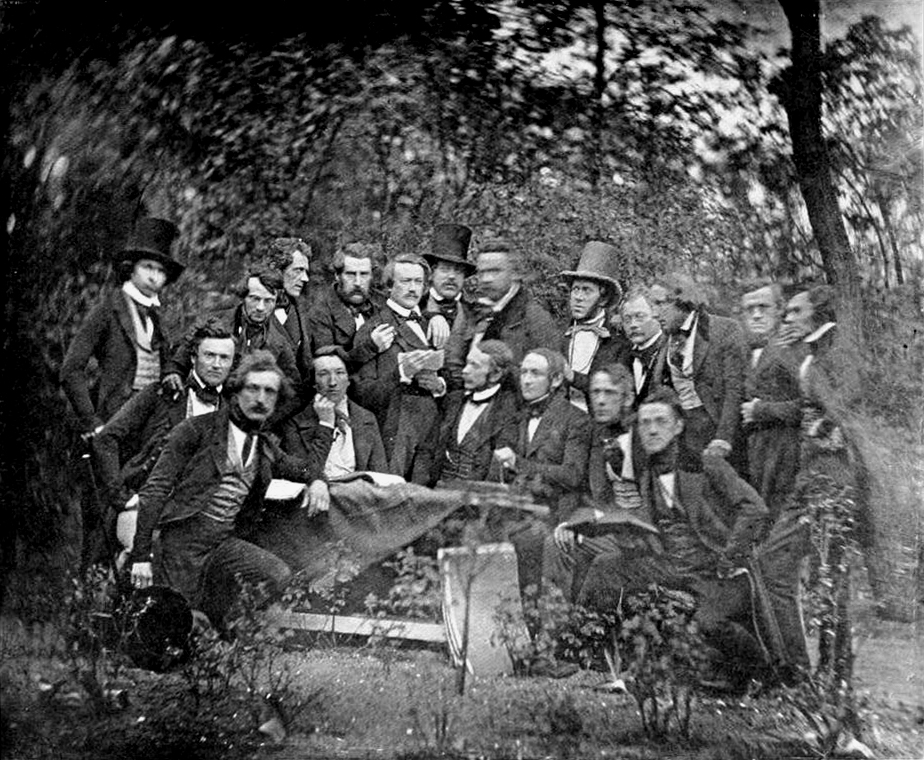
Le collectif d'artistes hambourgeois, Hamburger Künstlerverein von 1832, 6 mai 1843.
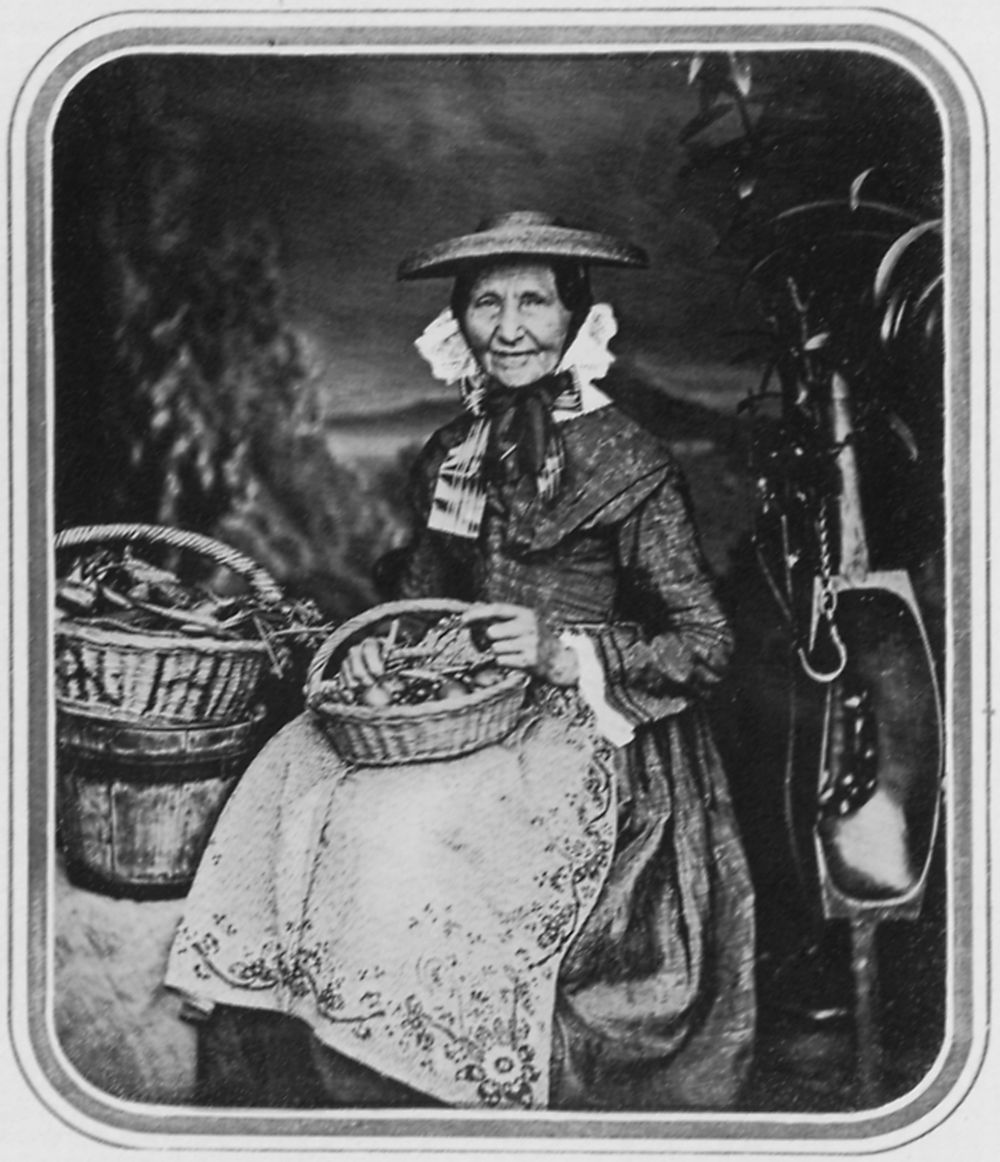
La mère Albers, vers 1845[10].
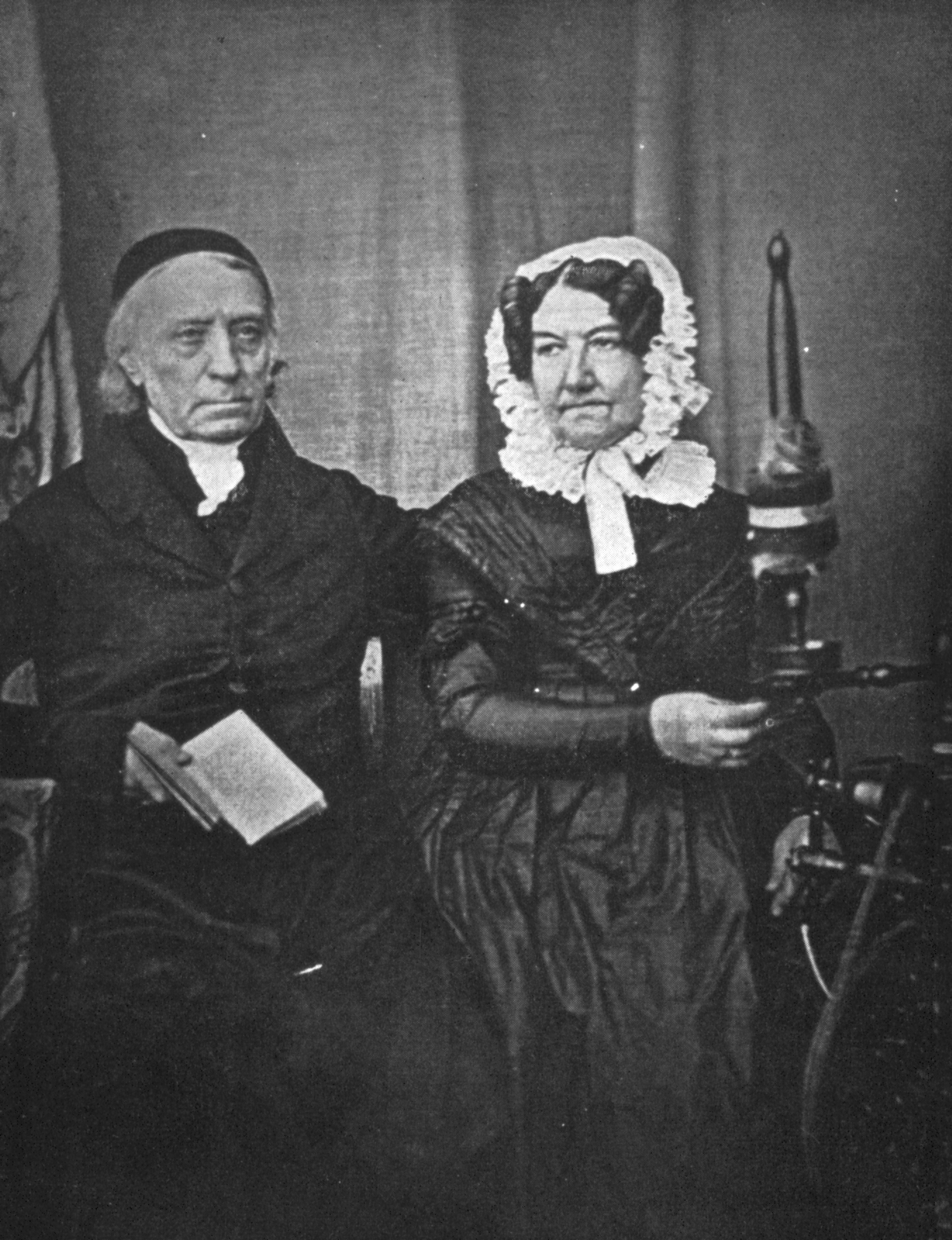
Le charpentier de marine et poète hambourgeois Johann Daniel Runge (de) et son épouse Beata Katharina Wilhelmine, vers 1845.
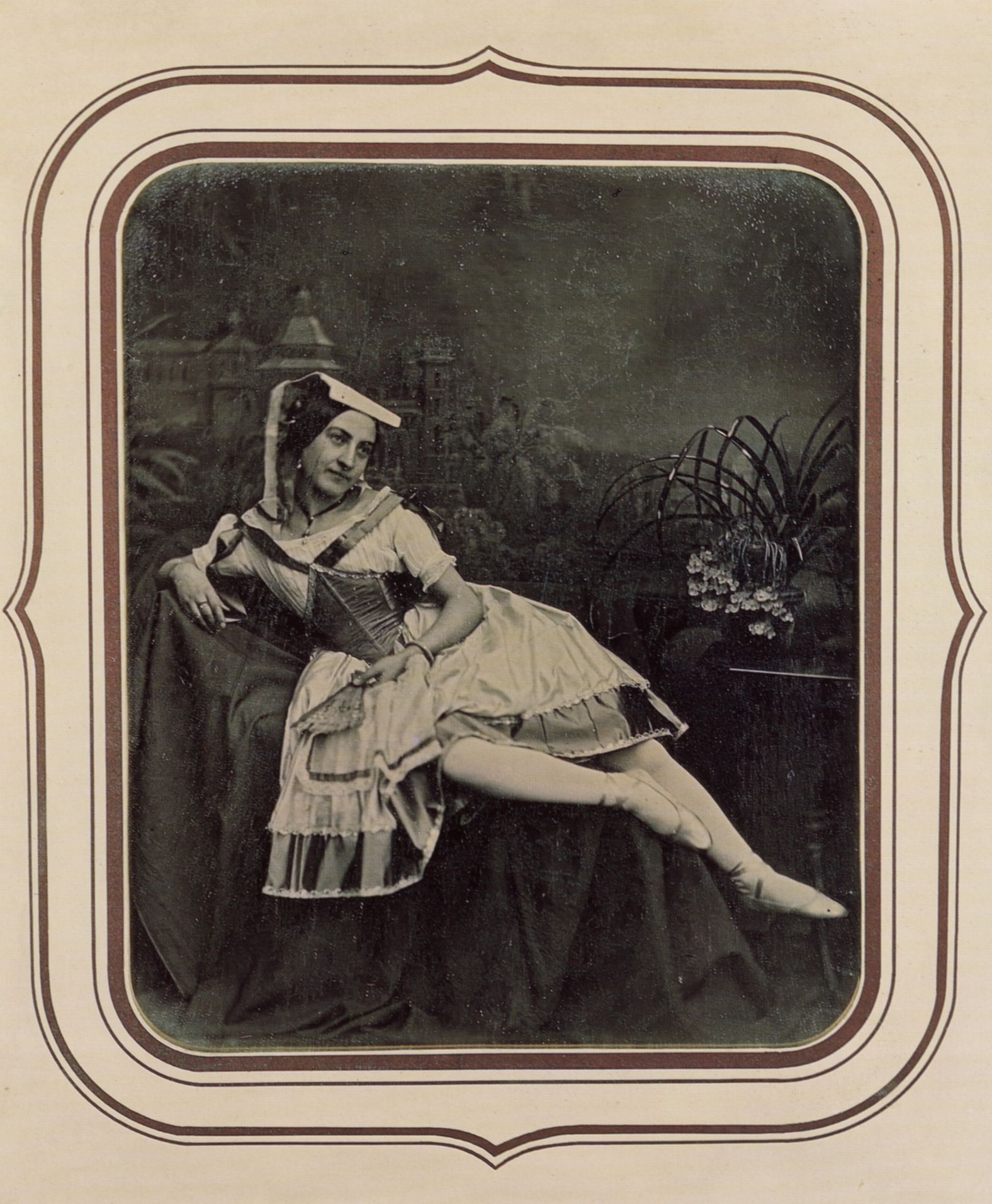
La danseuse et chorégraphe italienne Marie Taglioni, vers 1845.
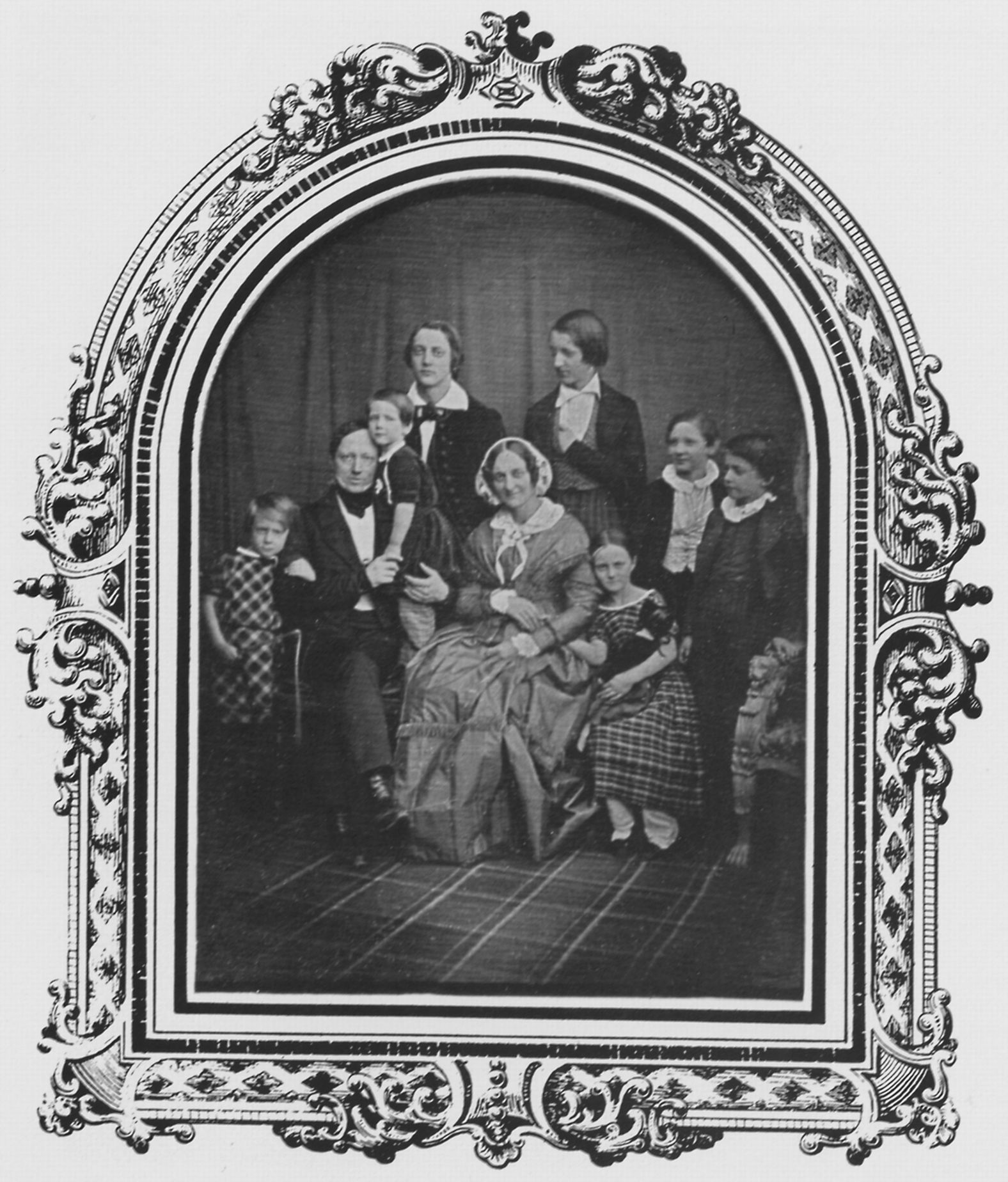
Le marchand hambourgeois Johann Philipp Bartel et sa famille, 1847.
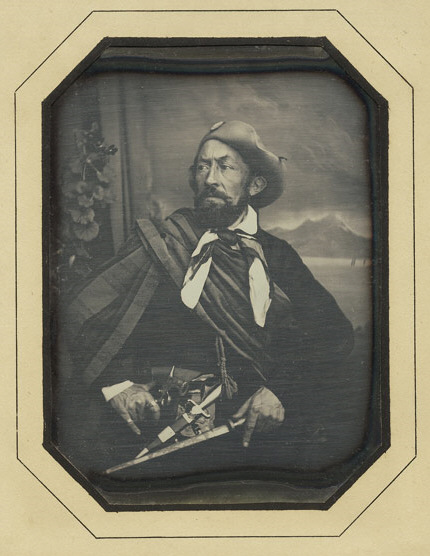
Le poète et peintre danois Harro Paul Harring, 1848.

### Vues de Hambourg

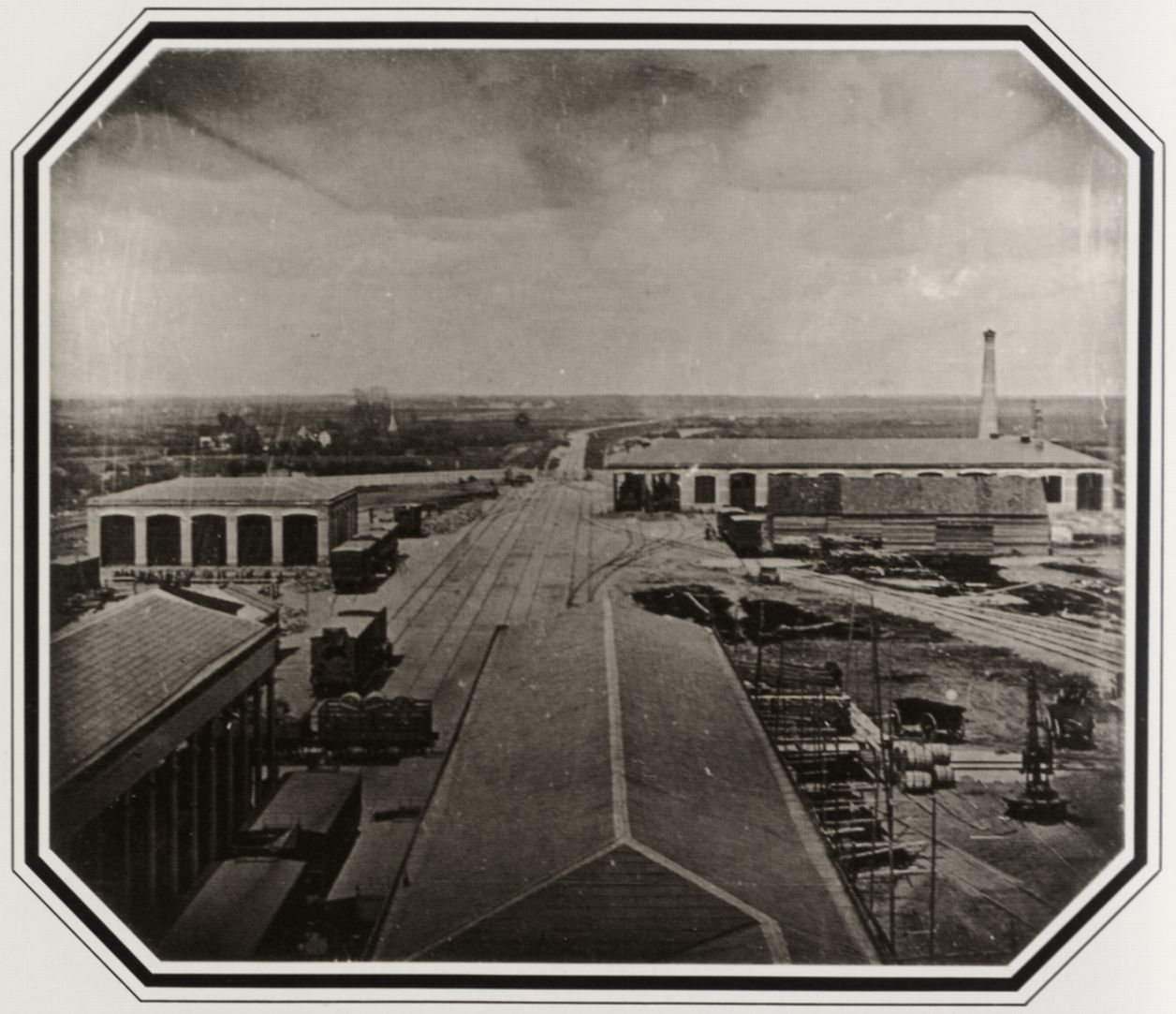
La gare d'Altona, été 1844[11],[12].
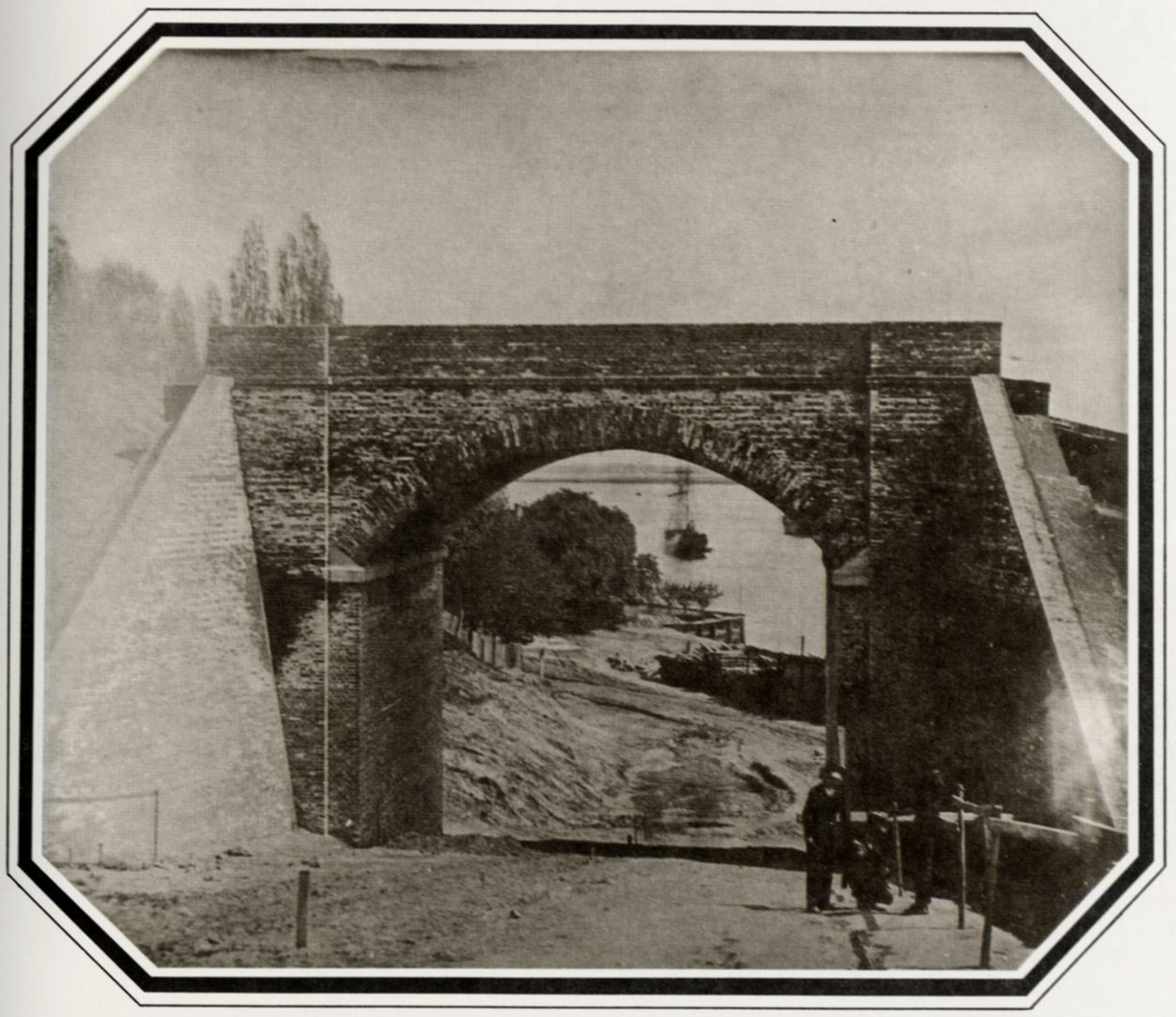
Pont à Altona-Neumühlen, 1844.
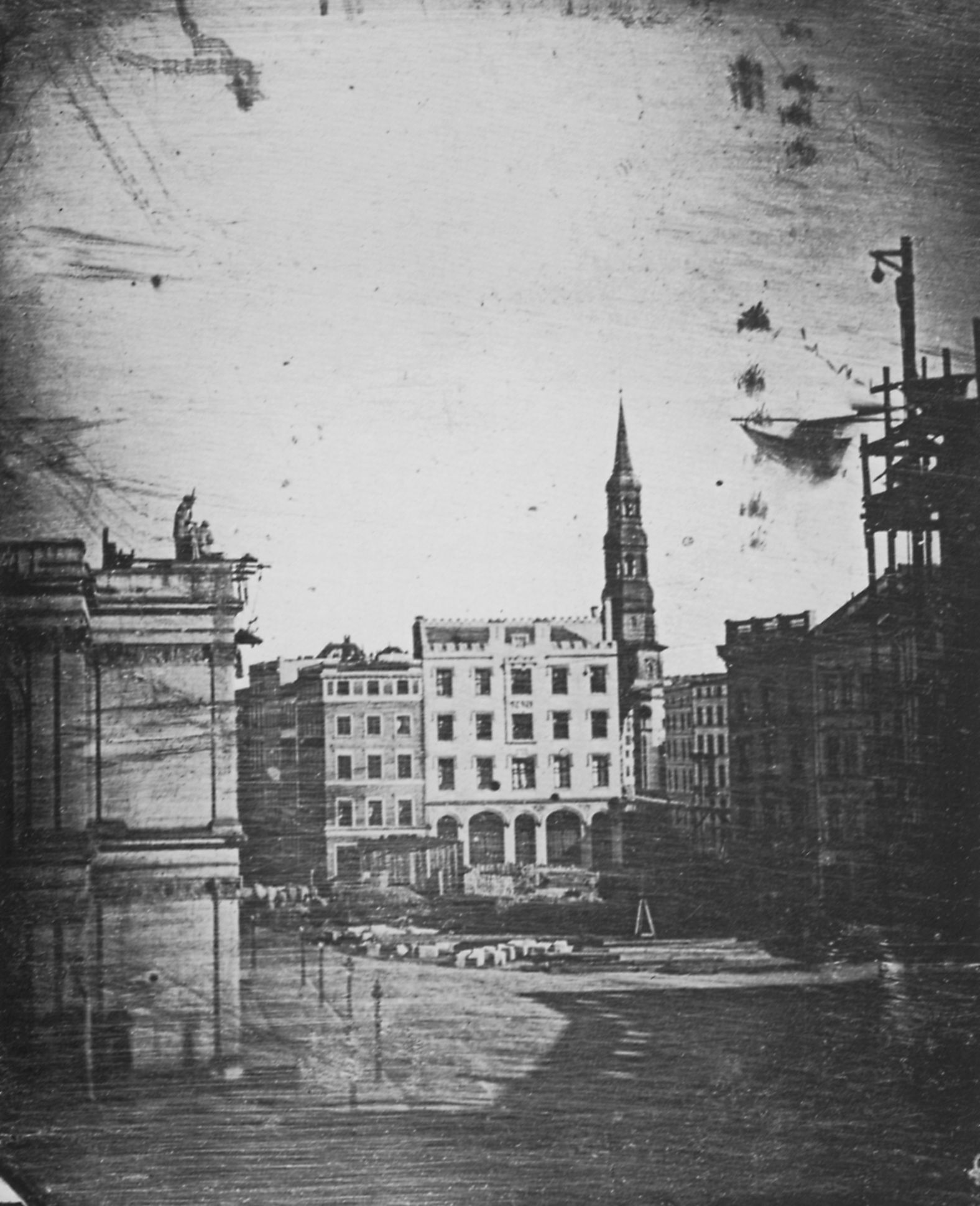
Adolphsplatz à Hambourg, avec vue sur l'église Sainte-Catherine, vers 1847.